# Ben Azzouz
Ben Azzouz (în arabă بن عزوز) este o comună din provincia Skikda, Algeria.
Populația comunei este de 29.162 de locuitori (2008).